# ولیکه گروئلتسه
ولیکه گروئلتسه (اسلوونیایی: Velike Gorelce) یک زیستگاه انسانی در اسلوونی است که در Lower Styria واقع شده‌است.

## خصوصیات
ولیکه گروئلتسه ۲٫۲۵ کیلومترمربع مساحت و ۷۱ نفر جمعیت دارد و ۴۷۶٫۲ متر بالاتر از سطح دریا واقع شده‌است.